# Битва при Теттенхолле
Битва при Теттенхолле состоялась 5 августа 910 года около Теттенхолла (современный Вулвергемптон, Англия). В ней объединенные войска англо-саксонских королевств Мерсии и Уэссекса сразились с армией осевших в Нортумбрии викингов.

## Предыстория
После серии успешных набегов датские викинги взяли под контроль значительную часть северо-восточной Англии, ранее Нортумбрии. Датские атаки на Центральную Англию встретили сопротивление и были сведены на нет Альфредом Великим, что дало возможность его сыну, королю Эдуарду Старшему, начать наступление на чужеземцев. Эдуард заключил союз с мерсийцами в лице своей сестры Этельфледы, сделав их объединенную армию огромной. В 909 году союзники начали пятинедельную кампанию против королевства Линдси и успешно захватили мощи святого Освальда Нортумбрийского.

## Ход битвы
Викинги быстро отомстили за Северный поход. В 910 году короли Данелага собрали флот и через реку Северн перевезли датскую армию в самое сердце Мерсии. Они разорили землю и собрали много ценной добычи, но предпочли вернуться на север, чем оказаться в ловушке на враждебной территории. Однако, в Уэнсфилде, около Теттенхолла, их встретила армия Уэссекса и Мерсии, и, согласно «Англосаксонской хронике», нанесла им поражение и заставила потерять тысячи людей, включая двух или трёх королей.
Хоть и немного известно о точных перемещениях во время битвы, очевидно, что союзники поймали викингов в ловушку и нанесли им тяжелые потери. «Англосаксонская хроника» утверждает, ссылаясь на датчан, что «многие тысячи людей» были убиты. Неспособные отступить, оба короля, возглавлявшие набег викингов, были убиты отрядами союзников.

## Последствия
После покорения датчан на севере армии Уэссекса и Мерсии могли сосредоточиться на датских поселениях, лежащих далее к югу. Также это стало поражением последней большой датской армии, разорявшей Англию. Благодаря усилению союзников Англия вскоре объединилась под властью одного монарха.